# Antimakass

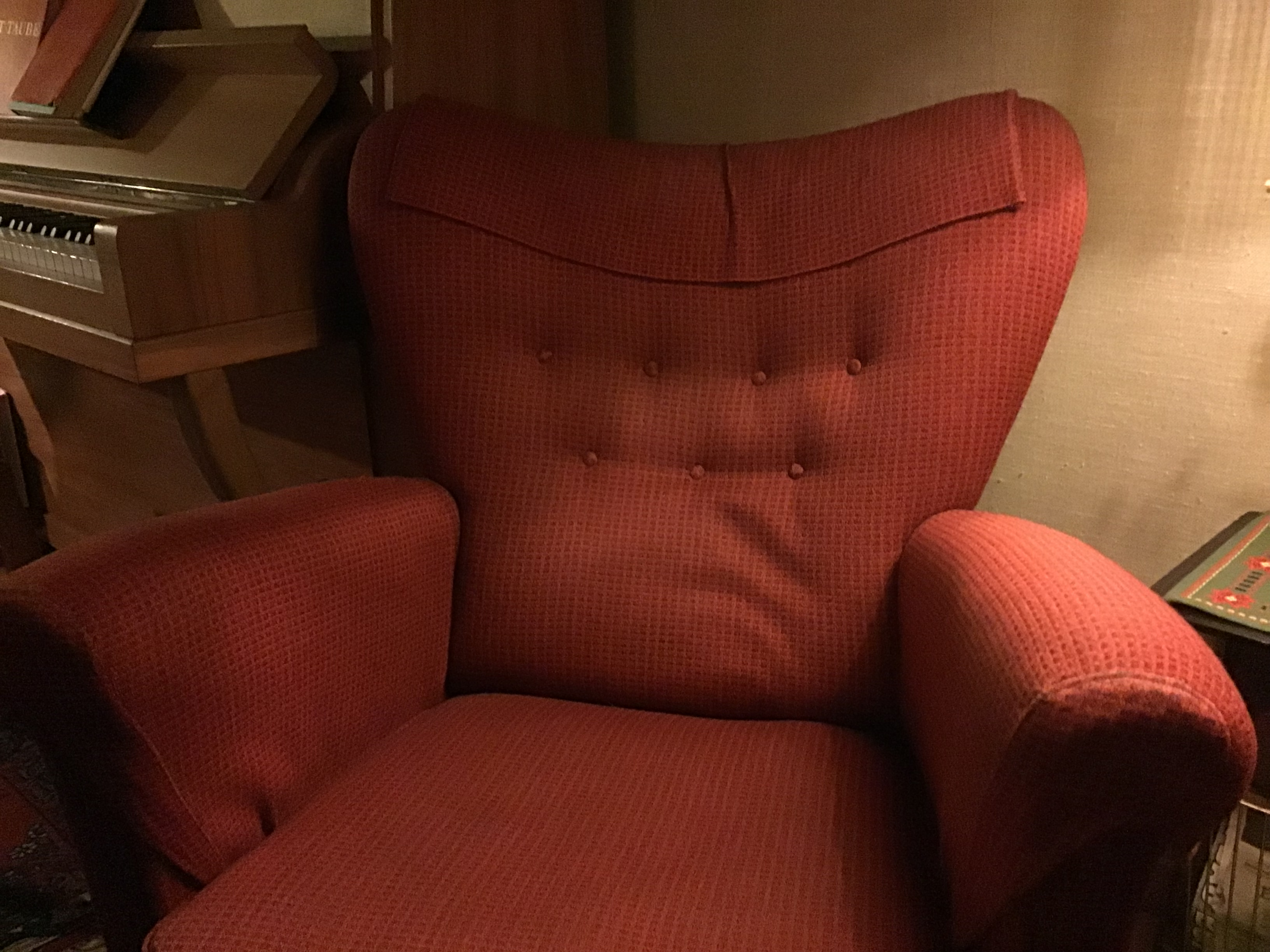
Fåtölj med antimakass

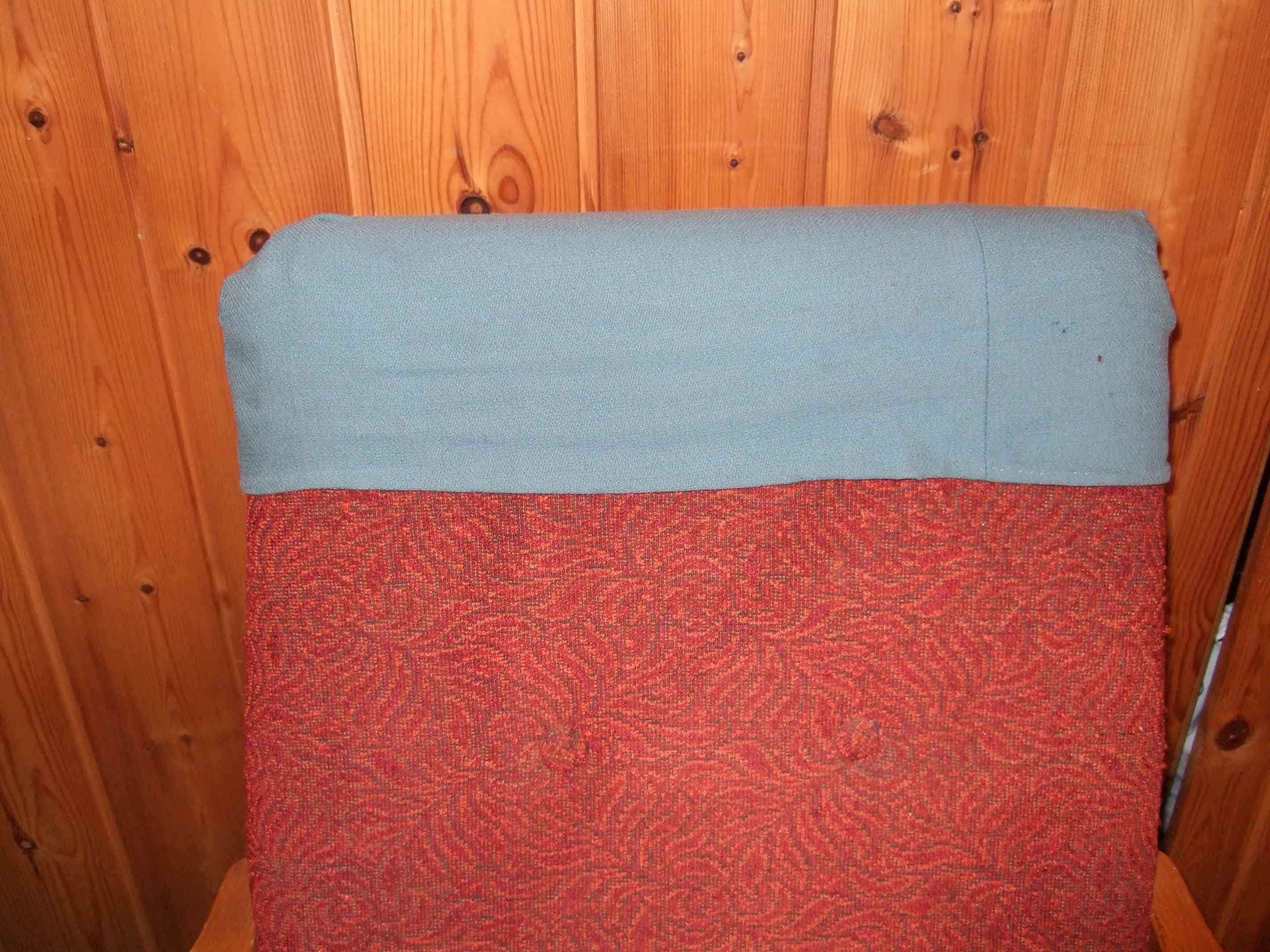
Antimakass

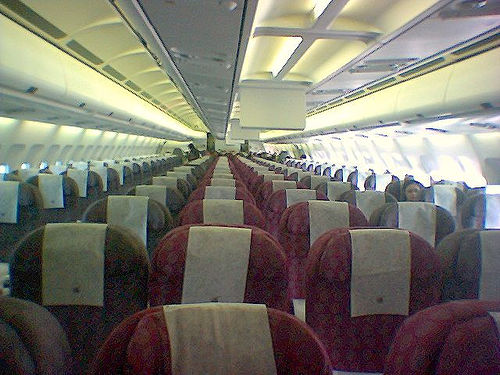
Antimakasser i flygplan

Antimakass eller antimakassar är en mindre tygbit som används på stoppade möbler som skydd mot fettfläckar från håret. Namnet kommer av att den hårolja som användes när anordningen kom i bruk under 1800-talet var makassarolja.
Antimakassen utgörs ofta av samma tyg som möbeltyget i sig, eller en helt avvikande tygbit, beroende på vad som estetiskt harmonierar bäst mot klädseln som sådan. Tidigare var antimakassen oftast broderad eller virkad.
Antimakasser används på passagerarstolarnas ryggstöd ombord på tåg, bussar och flygplan. 
Svenska Akademiens ordlista anger bestämd form och pluralis som: för antimakass -en -er, och för antimakassar -n -assrar.